# Liste der Stadtoberhäupter von Flensburg
Die Stadtoberhäupter von Flensburg soweit bekannt:

## Stadtoberhäupter seit dem Mittelalter
Erster namentlich bekannter Bürgermeister Flensburgs soll „Tord Tordsen“ gewesen sein. Er soll das Bürgermeisteramt offenbar vor dem Jahr 1379 besetzt haben. Bei ihm ist jedoch unklar für welches der beiden Kirchspiele (St. Marien und St. Nikolai) er dieses Amt übernommen haben soll.

### Bürgermeister für St. Marien
- um 1379: Peter Jul († vor 1398)
- danach vermutlich: Iver Jul († vor 1430)
- danach vermutlich: Lasse Sieverts († 1406)
- um 1411–1414: Peter Achtrup († 1414)
- um 1424–1429: Hinrich Achtrup
- 1431: Magnus Haysen (lebte zumindest bis 1438, Vorfahre von Theodor Storm)
- um 1441–1461: Wedege Plate
- danach vermutlich: Tord Tordis[3][4]
- um 1476–1477: Lasse Nigelsen
- um 1481–1482: Clawes Brun
- um 1490–1500: Arnd Kissenbrugghe
- 1505–1529 Nis Smith († 1529)
- um 1529–1541 Thomas Jepsen
- um 1544–1546 Karsten Richertsen († 1546)
- 1551–1555 Marten Schulte († 1555)
- 1556–1564: Andreas Schriver
- 1564–1586: Thomas Fincke
- 1587–1595: Dietrich Nacke (Vorfahre von Theodor Storm)
- 1596–1597: Hermann Lange
- 1598–1599: Gerd von Mehrfeldt
- 1600–1606:  Johann Klöcker
- 1607–1612: Heinrich von Mehrfeldt
- 1613–1644: Carsten Beyer
- 1645–1649: Evert Vette
- 1650–1653: Otto Beyer
- 1653–1660: Reinhold Lange
- 1661–1672: Johann Möller
- 1672–1697: Lorenz Faust
- 1697–1701 Karsten Beyer
- 1701–1710: Berend Stricker
- 1710–1721: Peter Bischoff
- 1721–1741: Hans Clausen
- 1742–1781: Georg Claeden
- 1781–1802: Josias thor Straten
- 1802–1810: Johann Jacob thor Straten
- 1821–1832: Hans von der Pahlen
- 1832–1845: Hans Rudolph Feddersen
- 1845–1850: Christian Friedrich Callisen

### Bürgermeister für St. Nikolai
- um 1401–1409: Sivert Krogh
- um 1419–1424: Berthold Achtrup
- 1431: Nisse Berntson
- um 1438–1447: Eggert Bonsen († vor 1451)
- danach vermutlich: Clawes Smyter
- um 1466–1473: Haying Paysen[5]
- um 1475–1503: Anders Smadder
- 1504–1521: Marquard Holst († 13. Januar 1522)
- 1521–1531: Willem Winbarch
- 1531–1539: Bartelt Hansen
- 1540–1560: Franz Holst
- 1561–1567: Marcus Mandixen
- 1567–1577: Peter Pomerering (auch: Peter Pommerening)[6]
- 1577–1593: Gerd von Oesede
- 1593–1626: Marcus Schröder
- 1627–1629: Jacob von der Wetering
- 1630–1631: Karsten Kallisen
- 1631–1649: Hans Boysen
- 1649–1659: Thomas von der Wetering
- 1660–1668: Hinrich Jacobs
- 1668–1673: Hans Lange
- 1673–1693: Gerhard von Oesede
- 1693–1697: Martin Jessen
- 1697: Gerd Reimers
- 1697–1715: Jürgen Valentiner
- 1715–1724: Jasper Jaspersen
- 1724–1728: Berthold Hoe
- 1728–1740: Hans Jebsen
- 1740–1748: Nik. Heinr. Clausen
- 1748–1764: Hans Iversen Loyt
- 1765–1767: Peter Henningsen
- 1767–1787: Joh. G. Feddersen
- 1787–1806: Hans Boysen
- 1806–1811: Hans v. d. Pahlen
- 1832–1845: Hans Rudolf Feddersen
- 1832: Andreas Peter Andresen
- 1833–1838: Hans Thomsen Fries
- 1838–1847: Hans Peter Hansen
- 1847–1857: Jürgen Lorenzen

### Stadtpräsidenten um 1800
- 1810–1818: Friedrich Heinrich Chr. Johannsen, Stadtpräsident
- 1818–1820: Joachim Godsche von Levetzow, Stadtpräsident

### Oberpräsidenten
Zwischen 1848 und 1857 gab es interimsweise einen „Oberpräsidenten“ an der Spitze der Stadt. Dieses Amt hatten folgende Personen inne:
- 1848: Friedrich Nicolaus von Liliencron
- 1848–1849: Adolph von Harbou

Die folgenden Bürgermeister von St. Marien fungierten als worthaltende Oberpräsidenten:
- 1850–1854: Gustav Frederik Lassen
- 1854–1857: Sophus Anton Gottlieb Carl von Rosen

### Erster Bürgermeister
- 1848–1850: Franz Christoph Reimers (provisorisch)
- 1850–1853: Franz Christoph Reimers (abgesetzt)
- 1857–1864: Sophus Anton Gottlieb Carl von Rosen
- 1864–1865: Jürgen Bremer
- 1865–1868: Otto Bong Schmidt
- 1868: Friedrich Wilhelm Funke
- 1868–1875: Wilhelm Toosbüy

### Zweiter Bürgermeister
- 1857–1864: Hans Jensen
- 1864–1870: Wilhelm Funcke
- 1870–882: J. Jansen
- 1883–1893: Wilhelm Langenheim
- 1893–1898: Hermann Bendix Todsen
- 1899–1911: Georg Schrader
- 1911–1920: Karl Poppe
- 1921–1933: Alfred Loeber
- 1933–1936: M. Link
- 1936–1945: Carl Mackprang
- 1945–1946: C.C. Christiansen
- 1946: Friedrich Drews
- 1946–1950: Nikolaus Reiser

### Oberbürgermeister bis 1945
- 1875–1898: Wilhelm Toosbüy
- 1898–1930: Hermann Bendix Todsen
- 1930–1933: Fritz David von Hansemann (DVP)
- 1933–1936: Wilhelm Sievers (NSDAP) (ohne demokratische Legitimation)
- 1936–1945: Ernst Kracht (NSDAP) (ohne demokratische Legitimation)

## Stadtoberhäupter 1945–1950
- 1945–1950: Jacob Clausen Möller, (SSF), Oberbürgermeister als Vorsitzender des Rates
- 1945–1950: Friedrich Drews (SPF), Februar 1946–April 1950 Oberstadtdirektor

## Stadtoberhäupter seit 1950

### Oberbürgermeister (Leiter der Verwaltung)
- 1950–1955: Friedrich Drews (SPF)
- 1955–1963: Thomas Andresen (CDU)
- 1963–1977: Heinz Adler (SPD)
- 1978–1982: Bodo Richter (SPD)
- 1982–1983: Helmuth Christensen (bis zur Neuwahl des Oberbürgermeisters) (SSW)
- 1983–1999: Olaf Cord Dielewicz (SPD)
- 1999–2004: Hermann Stell (CDU)
- 2004–2005: Helmut Trost (geschäftsführend bis zur Neuwahl eines Oberbürgermeisters) (SPD)
- 2005–2011: Klaus Tscheuschner (parteilos, nominiert durch die CDU)
- 2011–2017: Simon Faber (SSW)
- 2017–2023: Simone Lange (SPD)
- seit 2023: Fabian Geyer (parteilos, unterstützt von CDU, FDP und WiF)

### Bürgermeister
- 1950–1956: Karl Haase
- 1956 bis in die 1970er Jahre: H. Christiansen

### Stadtpräsidenten (Vorsitzende des Rates)

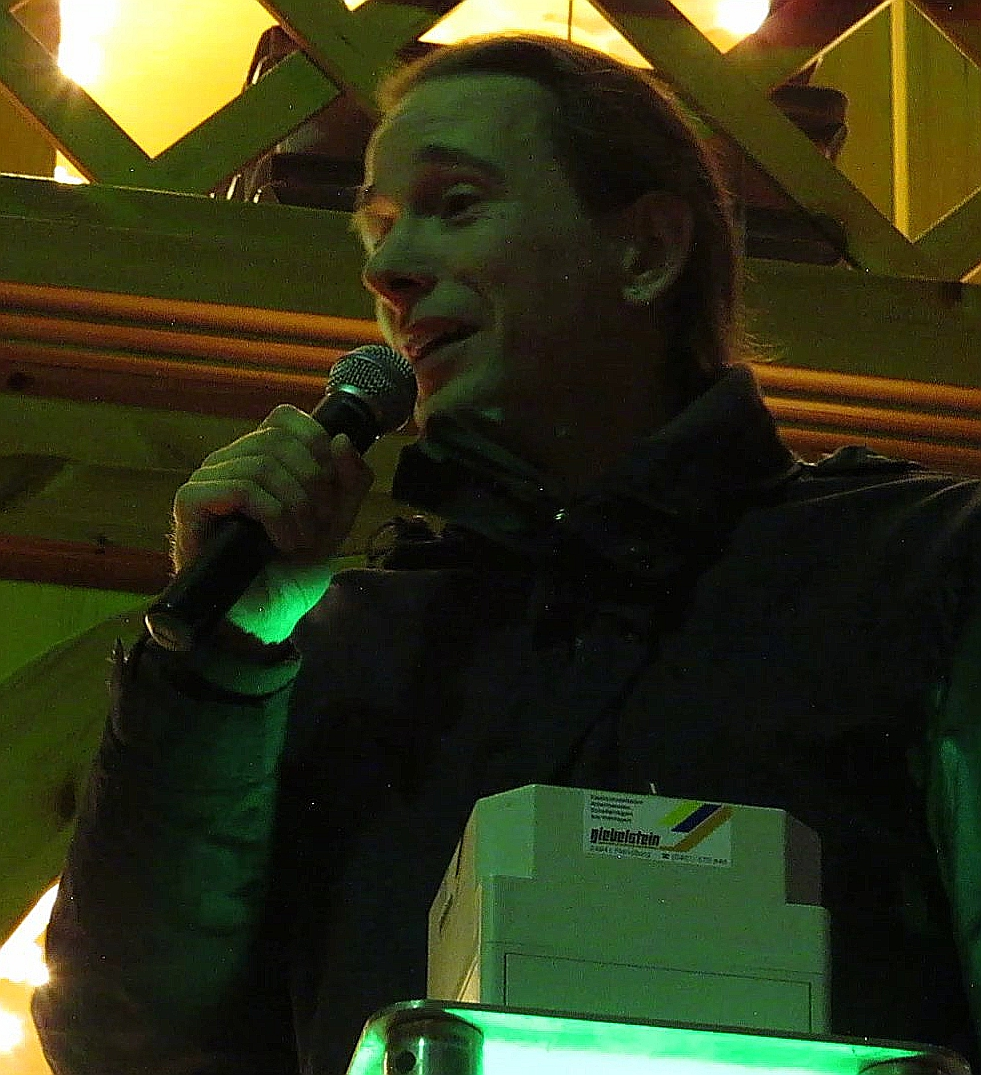
Christian Dewanger (damals Stadtpräsident von der WiF) bei der Eröffnung des Weihnachtsmarktes 72012 auf dem Südermarkt in Flensburg

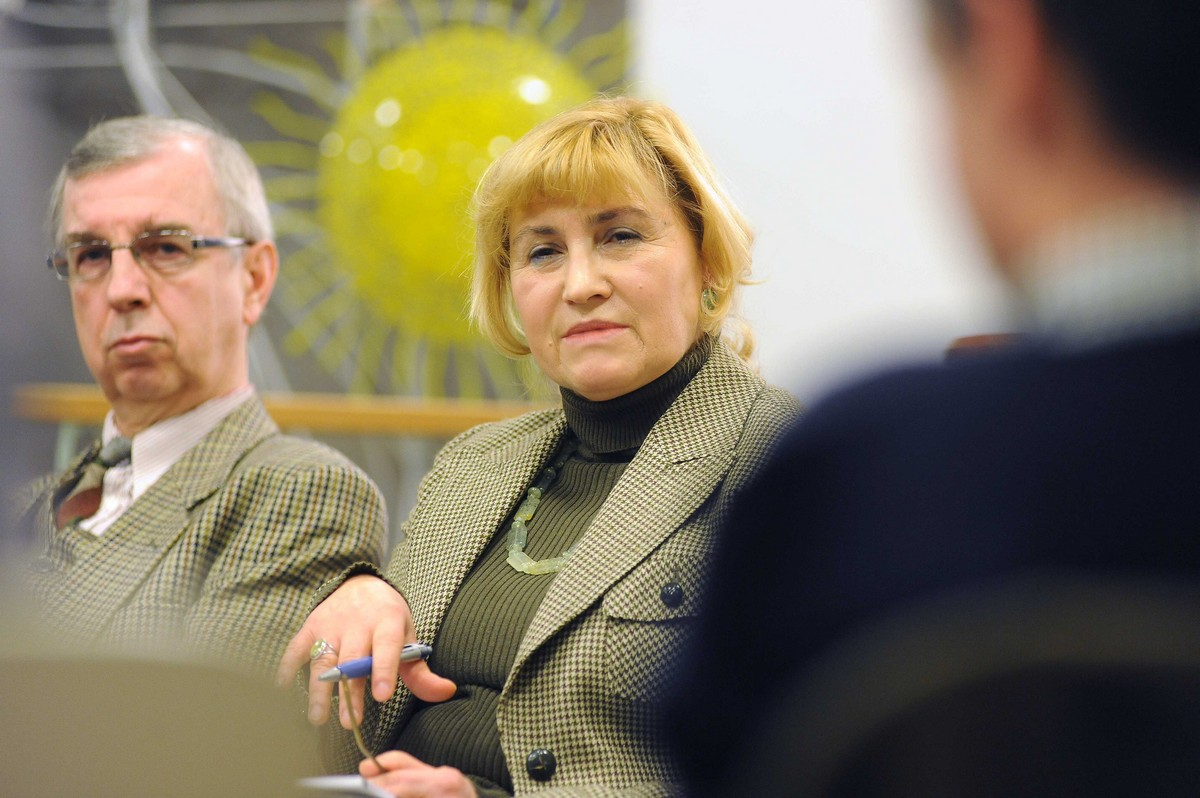
Stadtpräsidentin Swetlana Krätzschmar 2013

- 1950–1951: Jacob Clausen Möller (SSF)
- 1951–1955: Thomas Andresen (CDU)
- 1955–1959: Carl Jensen (CDU)
- 1959–1961: Hanno Schmidt (CDU)
- 1961–1962: Johan Wrang (SSW)
- 1962–1970: Leon Jensen (CDU)
- 1970–1974: Artur Thomsen (SPD)
- 1974–1978: Horst Kiessner (CDU; wegen Krankheit nur bis zum Frühjahr 1977 amtierend)
- 1977–1978: Artur Thomsen (SPD; amtierender Stadtpräsident vom März 1977 bis zum 13. April 1978)
- 1978–1986: Ingrid Gross (CDU)
- 1986–1992: Lothar Hay (SPD)
- 1992–2002: Peter Rautenberg (SPD)
- 2002–2003: Hartmut Strauß (SPD)
- 2003–2008: Hans Hermann Laturnus (CDU)
- 2008–2013: Christian Dewanger (WiF)
- 2013–2018: Swetlana Krätzschmar (CDU)
- 2018–2023: Hannes Fuhrig (CDU)
- seit 2023: Susanne Schäfer-Quäck (SSW)